# Théorie spectrale
En mathématiques, et plus particulièrement en analyse, une théorie spectrale est une théorie étendant à des opérateurs définis sur des espaces fonctionnels généraux la théorie élémentaire des valeurs propres et des vecteurs propres de matrices. Bien que ces idées viennent au départ du développement de l'algèbre linéaire, elles sont également liées à l'étude des fonctions analytiques, parce que les propriétés spectrales d'un opérateur sont liées à celles de fonctions analytiques sur les valeurs de son spectre.

## Contexte mathématique
Le nom de théorie spectrale fut introduit par David Hilbert dans sa formulation initiale de la théorie des espaces de Hilbert, énoncée en termes de formes quadratiques à une infinité de variables. Le théorème spectral initial était donc conçu comme une généralisation du théorème définissant les axes principaux d'un ellipsoïde, dans le cas d'un espace de dimension infinie. L'applicabilité, en mécanique quantique, de la théorie spectrale à l'explication d'aspects des spectres d'émission des atomes, fut donc accidentelle.
La théorie spectrale a été formulée de trois manières différentes, toujours utilisées actuellement. Après le travail initial de Hilbert, les développements ultérieurs de la théorie des espaces de Hilbert et de la théorie spectrale d'un unique endomorphisme normal accompagnèrent le développement de la physique quantique, particulièrement dans les travaux de von Neumann. La théorie se développa pour inclure celle des algèbres de Banach, et des constructions plus abstraites, amenant à la représentation de Gelfand (en), couvrant le cas commutatif, et permettant d'aborder l'analyse harmonique non commutative.
La différence entre ces approches peut mieux se voir dans le cas de l'analyse de Fourier. La transformation de Fourier sur la droite réelle peut être vue comme la théorie spectrale de la dérivation, considérée comme un opérateur différentiel. Mais pour pouvoir étudier ainsi cet opérateur, il faut envisager de s'intéresser à des distributions propres (par exemple, par l'intermédiaire d'un triplet de Gelfand). En revanche, il est simple de construire une algèbre de groupe (en) (topologique), dont le spectre capturera l'essentiel des propriétés de la transformée de Fourier, ceci se réalisant à l'aide de la dualité de Pontryagin.
Il est également possible d'étudier les propriétés spectrales d'opérateurs sur des espaces de Banach. En particulier, les opérateurs compacts sur ces espaces ont des propriétés spectrales analogues à celles des matrices.

## Contexte physique
L'utilité de la théorie spectrale en physique, et tout particulièrement pour les phénomènes vibratoires, a été expliquée ainsi :
« La théorie spectrale est liée à l'étude des vibrations locales d'objets divers, allant des atomes et des molécules aux obstacles sur le trajet d'ondes sonores. La question principale est de déterminer si ces vibrations se produisent, et à quelles fréquences. C'est un problème très difficile, car chaque objet a non seulement une fréquence fondamentale mais aussi un ensemble complexe d'harmoniques, dépendant de la nature de l'objet ».
La théorie mathématique ne dépend pas de ces considérations physiques d'un point de vue technique, mais les deux approches se sont mutuellement influencées (voir par exemple la question de Mark Kac : Entendre la forme d'un tambour (en)). Jean Dieudonné affirme que l'adoption par Hilbert du terme de spectre vient d'un article de Wilhelm Wirtinger sur l'équation de Hill (en 1897), et que ses étudiants, en particulier Erhard Schmidt et Hermann Weyl, reprirent le mot durant les premières années du vingtième siècle. Les bases théoriques de la notion d'espace de Hilbert furent alors développées, à partir des idées de Hilbert, par Erhard Schmidt et Frigyes Riesz,. Près de vingt ans plus tard, lorsque la mécanique quantique fut formulée à partir de l'équation de Schrödinger, le lien fut fait avec les raies spectrales ; cette relation avec la physique mathématique des vibrations avait déjà été envisagée, comme l'avait fait remarquer Henri Poincaré, mais elle avait été rejetée pour des raisons quantitatives, et faute d'une explication des séries de Balmer. Aussi, la découverte ultérieure de ce que la théorie spectrale pouvait expliquer les caractéristiques des spectres atomiques fut fortuite, et non un des objectifs de la théorie de Hilbert.

## Une définition du spectre
Soit T un opérateur borné défini sur un espace de Banach. On définit l'opérateur {\displaystyle R_{\zeta }=\left(\zeta \ I-T\right)^{-1}\ ,} où I est l'opérateur identité, ζ un nombre complexe, et où l’inverse d'un opérateur U, noté U −1, est l'unique opérateur (s'il existe) tel que {\displaystyle U\circ U^{-1}=U^{-1}\circ U=I} (si l'inverse existe, on dit que U est régulier, et qu'il est singulier sinon).
Avec ces définitions, l’ensemble résolvant de T est l'ensemble des nombres complexes ζ tels que Rζ existe et est borné ; cet ensemble est souvent noté ρ(T). Le spectre de T, généralement noté σ(T), est le complémentaire de l'ensemble résolvant, c'est-à-dire l'ensemble des ζ tels que {\displaystyle \zeta \ I-T} est singulier, ou que Rζ est non borné. La fonction Rζ (pour les ζ de ρ(T)) s'appelle la résolvante de T. Chaque valeur propre de T (c'est-à-dire chaque ζ tel qu'il existe un vecteur non nul v tel que T(v) = ζv) appartient à σ(T), mais le spectre de T peut contenir d'autres valeurs.
Cette définition peut se généraliser à tous les espaces vectoriels topologiques (en définissant la condition « T est un opérateur borné » par « T envoie toute partie bornée (au sens des espaces vectoriels topologiques généraux) sur une autre partie bornée »),, mais c'est surtout, au contraire, dans le cas particulier des espaces de Hilbert que la théorie est le plus riche et que ses applications sont les plus nombreuses. La structure du spectre des opérateurs des espaces de Hilbert, en particulier, est bien comprise ; ainsi, dans le cas des opérateurs auto-adjoints, le spectre est contenu dans la droite réelle et se décompose (en) en général en un spectre discret formé des valeurs propres et en un spectre continu (en).

## Origine du succès des théories spectrales
En analyse fonctionnelle, comme déjà en algèbre linéaire, le théorème spectral donne des conditions permettant d'exprimer un opérateur comme somme d'opérateurs plus simples. La présentation qui suit est informelle ; pour une approche plus rigoureuse, voir l'article Opérateur compact.
On utilise la notation bra-ket de Dirac pour les opérateurs,. Par exemple, un opérateur linéaire particulier L peut dans le cas le plus simple être écrit comme un produit tensoriel (de deux vecteurs), : {\displaystyle L=|k_{1}\rangle \langle b_{1}|,}
le "bra" étant {\displaystyle \langle b_{1}|} et le "ket" {\displaystyle |k_{1}\rangle }. Une fonction {\displaystyle f} est décrite par un ket comme {\displaystyle |f\rangle }. La valeur {\displaystyle f(x)} qu'elle prend sur les coordonnées {\displaystyle (x_{1},x_{2},x_{3},\dots )} est alors notée {\displaystyle f(x)=\langle x,f\rangle } et la norme de {\displaystyle f} par
{\displaystyle ||f||^{2}=\langle f,f\rangle =\int \langle f,x\rangle \langle x,f\rangle \,dx=\int f^{*}(x)f(x)\,dx}
où '*' désigne la conjugaison (complexe). Ce choix de produit scalaire définit un espace préhilbertien bien précis, pour lequel on peut alors décrire l'effet de {\displaystyle L} sur une fonction {\displaystyle f} par :
{\displaystyle L|f\rangle =|k_{1}\rangle \langle b_{1}|f\rangle },
autrement dit, {\displaystyle L} opère sur {\displaystyle f} en produisant une nouvelle fonction, {\displaystyle |k_{1}\rangle } multipliée par le produit scalaire représenté par {\displaystyle \langle b_{1}|f\rangle }.
Plus généralement, un opérateur {\displaystyle L} peut être représenté par :
{\displaystyle L=\lambda _{1}|e_{1}\rangle \langle f_{1}|+\lambda _{2}|e_{2}\rangle \langle f_{2}|+\lambda _{3}|e_{3}\rangle \langle f_{3}|+\dots ,}
où les {\displaystyle \{\,\lambda _{i}\,\}} sont des scalaires, les {\displaystyle \{\,|e_{i}\rangle \,\}} forment une base, et les {\displaystyle \{\,\langle f_{i}|\,\}} une base duale. La relation entre la base et la base duale est décrite par :
{\displaystyle \langle f_{i}|e_{j}\rangle =\delta _{ij}}, où {\displaystyle \delta _{ij}} est le symbole de Kronecker.
Avec ce formalisme, les {\displaystyle \{\,\lambda _{i}\,\}} sont les valeurs propres de {\displaystyle L} et les fonctions {\displaystyle \{\,|e_{i}\rangle \,\}} sont les vecteurs propres (ou plutôt les fonctions propres) leur correspondant. Les valeurs propres font partie du spectre de {\displaystyle L}.
Les questions qui se posent alors sont les suivantes.
- Sous quelles conditions générales ce formalisme s'applique-t-il, et quels sont les opérateurs {\displaystyle L} qui peuvent ainsi être développés en série ?
- Toute fonction {\displaystyle f} peut-elle être exprimée en termes de fonctions propres (autrement dit, les fonctions propres forment-elles une base)
- Dans quels cas apparait-il un spectre discret plutôt qu'un spectre continu ?
- Peut-on encore généraliser ces idées à d'autres classes d'espaces fonctionnels ?

Les réponses à ces questions constituent la théorie spectrale proprement dite ; elles demandent des développements considérables de l'analyse fonctionnelle.

## Représentation de l'identité
Cette section présente une approche aussi peu rigoureuse que la précédente, toujours en utilisant la notation bra-ket ; les détails nécessaires à une formalisation complète se trouvent dans les ouvrages cités en référence,.
Avec les notations précédentes, l'opérateur identité peut s'écrire : {\displaystyle I=\sum _{i=1}^{n}|e_{i}\rangle \langle f_{i}|}
où l'on suppose encore que les { {\displaystyle |e_{i}\rangle } } forment une base et que les { {\displaystyle \langle f_{i}|} } sont la base duale vérifiant la relation : {\displaystyle \langle f_{i}|e_{j}\rangle =\delta _{ij}.}
On dit que cette écriture est une représentation ou une résolution de l'identité,. Formellement, cette représentation vérifie toutes les propriétés de l'identité ; en particulier {\displaystyle I^{n}=I\,} pour tout entier positif n. L'appliquant à une fonction {\displaystyle |\psi \rangle } quelconque, on obtient :
{\displaystyle I|\psi \rangle =|\psi \rangle =\sum _{i=1}^{n}|e_{i}\rangle \langle f_{i}|\psi \rangle =\sum _{i=1}^{n}\ c_{i}|e_{i}\rangle },
ce qui généralise le développement en série de Fourier de ψ à l'aide des fonctions de la base { ei }.
Étant donné, plus généralement, une équation de la forme : {\displaystyle O|\psi \rangle =|h\rangle }, où h est une fonction de l'espace et O un opérateur inconnu, elle se résout formellement dans la base précédente :
{\displaystyle O|\psi \rangle =\sum _{i=1}^{n}c_{i}\left(O|e_{i}\rangle \right)=\sum _{i=1}^{n}|e_{i}\rangle \langle f_{i}|h\rangle ,}
{\displaystyle \langle f_{j}|O|\psi \rangle =\sum _{i=1}^{n}c_{i}\langle f_{j}|O|e_{i}\rangle =\sum _{i=1}^{n}\langle f_{j}|e_{i}\rangle \langle f_{i}|h\rangle =\langle f_{j}|h\rangle ,\quad \forall j}
ce qui transforme cette équation à opérateur inconnu en une équation matricielle, où les coefficients inconnus cj dépendent des coefficients de Fourier généralisés {\displaystyle \langle f_{j}|h\rangle } de h et des éléments de la matrice (infinie) {\displaystyle O_{ji}} ={\displaystyle \langle f_{j}|O|e_{i}\rangle } liée à l'opérateur O.
La théorie spectrale intervient pour déterminer l'existence et la nature de la base et de la base duale utilisée. En particulier, la base peut être formée des fonctions propres d'un certain opérateur L : {\displaystyle L|e_{i}\rangle =\lambda _{i}|e_{i}\rangle \,;}
où les { λi } sont les valeurs propres de L. La résolution de l'équation précédente donne alors les composantes tensorielles de L :
{\displaystyle LI=L=\sum _{i=1}^{n}L|e_{i}\rangle \langle f_{i}|=\sum _{i=1}^{n}\lambda _{i}|e_{i}\rangle \langle f_{i}|.}

## Opérateur résolvant
La théorie spectrale permet d'évaluer l'opérateur résolvant R défini par {\displaystyle R=(\lambda I-L)^{-1},\,} à l'aide des fonctions propres et des valeurs propres de L, et d'obtenir la fonction de Green correspondante.
Appliquant R à une fonction arbitraire φ de l'espace étudié, on a
{\displaystyle R\ |\varphi \rangle =(\lambda I-L)^{-1}\ |\varphi \rangle =\Sigma _{i=1}^{n}{\frac {1}{\lambda -\lambda _{i}}}|e_{i}\rangle \langle f_{i},\varphi \rangle .}
Cette fonction a des pôles dans le plan de la variable complexe λ pour chaque valeur propre de L. À l'aide du calcul des résidus, on obtient
{\displaystyle {\frac {1}{2\pi i}}\ \oint _{C}\ d\lambda (\lambda -L)^{-1}\ |\varphi \rangle =-\Sigma _{i=1}^{n}\ |e_{i}\rangle \ \langle f_{i},\varphi \rangle =-|\varphi \rangle ,}
l'intégrale étant prise sur un contour C entourant toutes les valeurs propres de L.
Supposons les fonctions définies sur les coordonnées { xj }, c'est-à-dire que {\displaystyle \langle x,\ \varphi \rangle =\varphi (x_{1},\ x_{2},...\ ),} où les bra-kets correspondant à { xj } satisfont {\displaystyle \langle x,\ y\rangle =\delta (x-y),} δ (x − y) = δ (x1 − y1, x2 − y2, x3 − y3, ...) étant la distribution de Dirac.
Alors :
{\displaystyle {\begin{aligned}\left\langle x,\ {\frac {1}{2\pi i}}\ \oint _{C}\ d\lambda (\lambda -L)^{-1}\varphi \right\rangle &={\frac {1}{2\pi i}}\ \oint _{C}\ d\lambda \ \langle x,\ (\lambda -L)^{-1}\ \varphi \rangle \\&={\frac {1}{2\pi i}}\ \oint _{C}\ d\lambda \int \ dy\ \ \langle x,\ (\lambda -L)^{-1}\ y\rangle \ \langle y,\ \varphi \rangle \end{aligned}}}
La fonction G(x, y; λ) définie par :
{\displaystyle {\begin{aligned}G(x,\ y;\ \lambda )&=\langle x,\ (\lambda -L)^{-1}\ y\rangle \\&=\Sigma _{i=1}^{n}\Sigma _{j=1}^{n}\langle x,\ e_{i}\rangle \langle f_{i},\ (\lambda -L)^{-1}e_{j}\rangle \langle f_{j},\ y\rangle \\&=\Sigma _{i=1}^{n}{\frac {\langle x,\ e_{i}\rangle \langle f_{i},\ y\rangle }{\lambda -\lambda _{i}}}\\&=\Sigma _{i=1}^{n}{\frac {e_{i}(x)f_{i}^{*}(y)}{\lambda -\lambda _{i}}},\end{aligned}}}
s'appelle la fonction de Green de l'opérateur L, et vérifie :
{\displaystyle {\frac {1}{2\pi i}}\ \oint _{C}\ d\lambda \ G(x,\ y;\ \lambda )=-\Sigma _{i=1}^{n}\langle x,\ e_{i}\rangle \langle f_{i},\ y\rangle =-\langle x,\ y\rangle =-\delta (x-y).}

## Équations aux opérateurs
Considérons l'équation {\displaystyle (O-\lambda I)\ |\psi \rangle =|h\rangle ;} en termes de coordonnées : {\displaystyle \int \ dy\ \langle x,\ (O-\lambda I)\ y\rangle \langle y,\ \psi \rangle =h(x)} ; un cas particulier important étant λ = 0.
La fonction de Green définie à la section précédente est :
{\displaystyle \langle y,\ G(\lambda )z\rangle =\langle y,\ (O-\lambda I)^{-1}z\rangle =G(y,\ z;\ \lambda )\ ,}
et vérifie
{\displaystyle \int \ dy\ \langle x,(\ O-\lambda I)\ y\rangle \langle y,\ G(\lambda )z\rangle } {\displaystyle =\int \ dy\ \langle x,(\ O-\lambda I)\ y\rangle \langle y,\ (O-\lambda I)^{-1}z\rangle } {\displaystyle =\langle x,\ z\rangle =\delta (x-z)\ .}
Utilisant cette propriété, on a : {\displaystyle \int \ dy\ \langle x,(\ O-\lambda I)\ y\rangle G(y,\ z;\ \lambda )=\delta (x-z)\ .}
Multipliant alors les deux côtés de l'équation par h(z) et intégrant, il vient :
{\displaystyle \int \ dz\ h(z)\ \int \ dy\ \langle x,\ (\ O-\lambda I)\ y\rangle \ G(y,\ z;\ \lambda )}  {\displaystyle =\int \ dy\ \langle x,\ (\ O-\lambda I)\ y\rangle \int \ dz\ h(z)\ G(y,\ z;\ \lambda )=h(x)\ ,}
indiquant que la solution serait {\displaystyle \psi (x)=\int \ dz\ h(z)\ G(x,\ z;\ \lambda ).}
Ainsi, une fonction ψ(x) vérifiant l'équation initiale sera obtenue si l'on peut déterminer le spectre de O et construire G, en utilisant par exemple {\displaystyle G(x,\ z;\ \lambda )=\Sigma _{i=1}^{n}{\frac {e_{i}(x)f_{i}^{*}(z)}{\lambda -\lambda _{i}}}\ .} ; il y a bien sûr de nombreuses autres façons de déterminer G. Pour plus de détails, on consultera les articles consacrés aux fonctions de Green et aux équations intégrales de Fredholm ; il ne faut pas oublier d'autre part que l'analyse qui précède est purement formelle, et qu'un traitement rigoureux de ces équations implique une assez grande sophistication mathématique, demandant en particulier des connaissances approfondies en analyse fonctionnelle, et sur la théorie des espaces de Hilbert et des distributions.